# Шей, Тони
Тони Шей (кит. 謝家華, англ. Tony Hsieh, 12 декабря 1973 года, Иллинойс, США — 27 ноября 2020) — американский интернет-предприниматель, венчурный капиталист, CEO онлайн-магазина одежды, обуви и аксессуаров Zappos.com, в 2009 году приобретённого Amazon за 1,2 млрд долларов. Еще до своего участия в Zappos, в 1996 году Шей основал баннеробменную сеть LinkExchange, приобретённую в 1998 году Microsoft за 265 млн долларов.

## Биография
Родители родом с Тайваня. Детство Тони провёл в Калифорнии, в области залива Сан-Франциско. В 1995 получил степень бакалавра в области компьютерных наук в Гарвардском университете. Во время учёбы в Гарварде управлял кафе Quincy House на первом этаже студенческого общежития. Позже лучший его клиент, Альфред Лин, стал исполнительным и финансовым директором Zappos. После университета Шей работал в Oracle, но, разочаровавшись в корпоративном окружении, через 5 месяцев уволился для того, чтобы создать LinkExchange.
Умер 27 ноября 2020 года на 47-м году жизни. Причиной смерти СМИ назвали последствия отравления дымом и угарным газом в результате пожара, который произошел за неделю до смерти в доме предпринимателя.

### LinkExchange
В 1996 году Шей разработал сеть баннерного обмена, названную LinkExchange. Пользователи сети могли рекламировать свои сайты путём показа баннеров на собственном сайте. Первых 30 клиентов Шей привёл в свой проект с помощью рассылки писем на электронные адреса владельцев сайтов. И через три месяца в LinkExchange участвовало порядка 20 тысяч страниц, а число показов рекламы было порядка 10 млн раз. К 1998 году сайт имел 400 тысяч пользователей с 5 млн показов рекламы ежедневно. В ноябре 1998 года LinkExchange был продан Microsoft за 265 млн долларов.
Цитата из книги Тони Шея: «В конце концов, Microsoft предложила больше — 265 миллионов долларов, но их предложение сопровождалось дополнительными условиями. Они хотели, чтобы Санджей, Али и я оставались в LinkExchange как минимум ещё восемнадцать месяцев. Если я продолжал работать в течение этого срока, я получал 65 миллионов долларов. Если нет, то только 40, теряя 25». Тони ушёл из компании раньше, цитата: «Мы жили на рубеже нового века, нового тысячелетия. Мир кардинально менялся, а я мог оказаться в стороне в попытке заработать деньги, которых уже имел больше чем достаточно. А потом я перестал думать и сказал себе: „Другого 1999 года не будет. И что ты с этим будешь делать?“. Ответ я уже знал. В этот момент я решил быть честным с самим собой и уйти, несмотря ни на какие деньги, которые держали меня в Microsoft. На следующий день я приехал в офис, написал прощальное письмо сотрудникам компании и вышел за дверь».

### Venture Frogs
После продажи Microsoft своей компании LinkExchange Шей с Альфредом Лином создали венчурный фонд Venture Frogs. Название было выбрано их подругой во время мозгового штурма, которая сказала, что будет инвестировать во все, если фирма получит это название. Фонд инвестировал деньги в различные технические и интернет проекты, включая Ask Jeeves, OpenTable и Zappos.

### Zappos
В 1999 году Ник Свинмерн (Nick Swinmurn) решил заняться онлайн-продажей обуви. Эта идея пришла ему в голову, когда он не смог найти пару подходящих кроссовок в местном супермаркете. Ему удалось поговорить с Тони Шеем и Альфредом Лином об этом проекте, но Шей поначалу отнёсся к идее скептически, не веря в успех торговли обувью. Нику потребовалось много времени, чтобы убедить инвесторов, но в этом же году венчурный фонд Venture Frogs инвестировал 2 млн долларов в проект, который первоначально был назван ShoeSite.com, и лишь спустя несколько месяцев после начала работы проект получил название Zappos (измененное «zapatos», что в переводе с испанского означает «обувь»).
Zappos первоначально не имел своих складов продаваемого товара, прямой поставкой занимались сами фабрики обуви. К тому же сотрудничать с Zappos были готовы немногие фабрики, поэтому проекту пришлось повышать лояльность клиентов путём предоставления особого клиентского обслуживания.
Уже в 2001 году фирма достигла годового оборота в 8,6 млн долларов. В 2002 году Zappos открыла свой собственный центр обработки заказов в Шефердсвиль (штат Кентукки). В 2003 году Zappos достиг оборота в 70 млн долларов и отказался от прямых доставок с фабрик в пользу собственных складов.
К 2008 году продажи достигли 1 млрд долларов, а в ноябре 2009 года Zappos был приобретён Amazon за 1,2 млрд долларов. Согласно сделке, Zappos остаётся функционировать, но уже как подразделение Amazon с 100 % владением акций, а взамен владельцы и работники фирмы получают деньги и акции компании Amazon.

### Twitter
Тони Шей являлся активным пользователем сервиса Twitter. Он был отмечен в качестве влиятельной фигуры в вопросе о том, как руководители высшего звена могут использовать Twitter для построения отношений с клиентами, партнёрами и сотрудниками.

## Награды
- Чемпион мира 1993 года на ACM International Collegiate Programming Contest Гарвардского университета. Команда: Тони Шей, Деррик Бас, Крейг Силверштейн.[17]
- Награда Предприниматель 2007 года по версии Ernst & Young.[18]